# حقوق بشر در ترکمنستان
سوابق حقوق بشر ترکمنستان مورد انتقاد شدید کشورهای مختلف و دانشمندان جهان قرار گرفته‌است. در زمینه حکومت رئیس‌جمهور ساپارمورات نیازوف استانداردها در آموزش و بهداشت به‌طور چشمگیری کاهش یافت.
از دسامبر ۲۰۰۶، تحت دولت رئیس‌جمهور قربانقلی بردیموهامدو، هیچ پیشرفت قابل توجهی در مورد حقوق بشر و آزادی مدنی توسط سازمان‌های بین‌المللی حقوق بشر مشاهده نشده‌است.

## تبعیض علیه اقلیت‌های قومی
تصمیم دولت ترکمنستان برای لغو توافق‌نامه تابعیت دوگانه با روسیه در سال ۲۰۰۳ باعث شد هزاران روس به دلیل از دست دادن اموال خود، ترکمنستان را ترک کنند. گفته می‌شود بسیاری از کسانی که «وحشت زده» فرار می‌کنند از گرفتار شدن در کشوری می‌ترسیدند که به دلیل نقض حقوق بشر مورد انتقاد گسترده قرار گرفته و محدودیت‌های شدیدی در سفرهای خارجی برای شهروندان خود اعمال کرده‌است.